# شینا بزلر

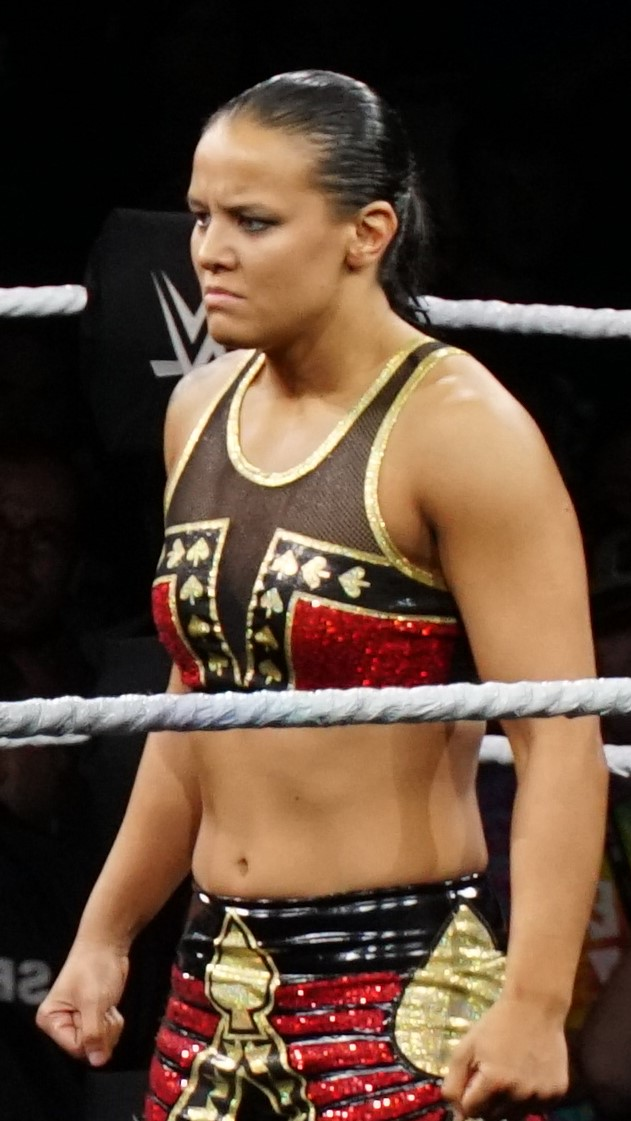

شینا بزلز (انگلیسی: Shayna Baszler؛ زادهٔ ۸ اوت ۱۹۸۰) کشتی‌گیر کشتی حرفه‌ای و مبارزه سابق هنرهای رزمی ترکیبی اهل ایالات متحده آمریکا است. هم‌اکنون وی با کمپانی دبلیودبلیوئی قرار داد دارد و در بخش راو فعالیت می‌کند. او توسط قهرمان سابق کمربند سنگین‌وزن یو اف سی جوش بارنت آموزش دیده‌است. او اولین کشتی گیر زن در برند ان ایکس تی است که توانسته دو بار قهرمان کمربند ان ایکس تی زنان شود. او همچنین در مجموع تعداد روزها طولانی ترین دارنده کمربند ان ایکس تی زنان با مجموع ۵۴۹ روز است.

## پیشینه هنرهای رزمی
بزلر در انجمن بوکس موی تای و کمربند قهوه ای جیو جیتسو برزیل، شروع به یادگیری کشتی ترکیبی با آموزش MMA کرد. این کار تا حدودی برای او دشوار بود چرا که نمی‌توانست با بارنت که در جنوب کالیفرنیا بود تمرین کند، به همین منظور بارنت در قالب یک برنامه آموزشی ویدیویی آموزش گام به گام چگونه کشتی گرفتن و همچنین مهارتهای شفاهی خود را به او آموزش داد.
بارنت، بزلر را به خاطر ترفندهای کارتش «ملکه پیک» خواند که امروزه نام مستعار اوست. کارت جادویی او همچنین می‌تواند به جادوی تسلیم‌های او مرتبط باشد. او گاهی اوقات به عنوان «جادوگر تسلیم» نامیده می شود و با خلاقیت خود مفسران را گیج می‌کند. بزلر به طرفداران خود به عنوان «ارتش ملکه» اشاره می‌کند.

## شروع کار در دبلیودبلیوئی (۲۰۱۷ تاکنون)
در ۱۳ جولای ۲۰۱۷، بزلر در مسابقات مائه یانگ کلاسیک دبلیودبلیوئی شرکت کرد و توانست در دور اول زدا را شکست دهد. روز بعد بزلر میایم، کندیک لیرا و مریسیدیز مارتینز را در مسیر نهایی شکست داد. در ۱۲ دسامبر، بزلر در فینال تورنمنت از کیری سین شکست خورد.
بزلر در ۱۰ اوت ۲۰۱۷ کارش را در NXT در house show آغاز کرد. جایی که او با بیلی کی و پایتن رویس تیم شد تا در مقابل تیم کیری سین، آلیا و داکوتا کای قرار بگیرد، که در نهایت در آن مسابقه شکست خوردند. در ۱۲ آگوست او مسابقه انفرادیش را آغاز کرد و توانست زدا را شکست بدهد. سرانجام دبلیودبلیوئی اعلام کرد که بزلر با این کمپانی قرار داد امضا کرده‌است و آموزش خود را در مرکز تمرین دبلیودبلیوئی آغاز کرده‌است. او مسابقه ای را بر سر کمربند قهرمانی NXT زنان با امبر موون در ۲۷ ژانویه در NXT TakeOver: Philadelphia انجام داد که به شکست او منجر شد. بزلر در مسابقه دیگری بر سر کمربند قهرمانی مقابل موون در NXT TakeOver: New Orleans در ۷ آپریل قرار گرفت، که این بار توانست موون را با استفاده از تکنیک تسلیم شکست دهد و قهرمان کمربند زنان شود. بزلر توانست از عنوانش در مقابل داکوتا کای دفاع کند. سپس او دشمنی با نیکی کراس را آغاز کرد که منجر به یک مسابقه در NXT TakeOver: Chicago II شد که بزلر توانست در آن مسابقه نیکی کراس را با استفاده از تکنیک تسلیم شکست دهد و همچنان از عنوانش دفاع کند. بزلر سرانجام عنوانش را در برابر کیری سین در NXT TakeOver: Brooklyn 4 از دست داد و دوره ۱۳۳ روزه اش به پایان رسید. در اوولیوشن، او توانست کیری سین را شکست بدهد تا اولین کشتی گیر زن در برند ان ایکس تی باشد که توانسته دوبار قهرمان کمربند NXT زنان شود. او سرانجام در ۱۸ دسامبر ۲۰۱۹ و پس از ۴۱۶ روز عنوان قهرمانی خود را به ریا ریپلی واگذار کرد.

## زندگی شخصی
بزلر در سوفالز، داکوتای جنوبی متولد و بزرگ شد. او دختر اسکیپ و مارگارت بزلر است. پدرش تبار آلمانی دارد در حالیکه مادرش از تبار چینی است. او در دانشگاه MidAmerica Nazarene در ایالت کانزاس و قبل از اینکه شروع به آموزش هنرهای رزمی ترکیبی کند در زمینه دین تحصیل می‌کرد.
بزلر یک سخنگوی اصلی در جنبش ایجاد کمیسیون ورزشی داکوتای جنوبی برای ورزشهای مبارزه ای بود. او یک بار یک سخنرانی ایراد کرد که نماینده مخالف استیو هیکی را که یک بار MMA را به عنوان ورزش «پورنوگرافی کودکان» نامید متأثر کرد. هیکی بعد از دیدار با بزلر در آکادمی هنرهای رزمی Next Edge، محل تمرین بزلر و همچنین سایر مبارزان و تمرین کنندگان هنرهای رزمی ترکیبی، اظهار داشت که او از این که این ورزش را نادیده می گرفته است، افسوس خورده‌است.
بزلر همچنین مربی تیم ساحلی غواصی Roller Dollz برای تیم ساحلی داکوتای جنوبی است. او یک متخصص پزشکی اورژانسی (EMT) نیز است.